# ハインツ・ミュラー
ハインツ・ミュラー（Heinz Müller、1924年9月16日 - 1975年9月25日）は、ドイツ、トゥーニンゲン出身の元自転車競技（ロードレース）選手。
プロキャリアは1949年から1960年まで。1952年の世界選手権自転車競技大会・プロロードレースで優勝した。

## 主な戦績
- 世界選手権・プロロードレース 優勝(1952年)
- 西ドイツ選手権・プロロードレース 優勝(1953年)